# Carl Silfverstolpe
Carl Gudmund Uno Silfverstolpe, född den 31 mars 1840 i Stockholm, död där den 3 juni 1899, var en svensk urkundsutgivare, historisk och vitter författare. Han var son till David Ludvig Silfverstolpe.

## Biografi
Silfverstolpe blev student vid Uppsala universitet 1859 och tjänstgjorde 1861–1870 vid Livregementets dragonkår, varefter han ingick som extra ordinarie amanuens i Riksarkivet. Han befordrades där 1877 till ordinarie amanuens och 1896 till arkivarie. Silfverstolpe, som 1870 utnämnts till kammarherre, anställdes 1895 som hovmarskalk hos änkehertiginnan av Dalarna. Han blev ledamot av Kungliga Samfundet för utgivande av handskrifter rörande Skandinaviens historia 1873, kreerades till filosofie hedersdoktor vid jubelfesten i Uppsala 1893, kallades 1894 till ledamot av Vitterhetsakademien och erhöll samma år av Svenska akademien Karl Johans pris för historiskt författarskap. Silfverstolpe grundlade och redigerade Historiskt bibliotek, utgav Några anteckningar om adliga ätten Silfverstolpe (1884) och historiska bibliografier samt översatte Alfred Nicolas Rambauds "Rysslands historia", Aleksandr Chrapovitskijs dagbok med mera. Han blev kommendör av andra klassen av Nordstjärneorden 1896.